# Vinbjergsnegl
Vinbjergsneglen (Helix pomatia) er en spiselig snegleart og Europas største skalbærende landsnegl. Som fuldvoksen kan den opnå en højde på 4,5 cm og en bredde på 4 cm. Særligt i Sydeuropa er den en stor delikatesse.
At sneglen er spiselig har haft betydning for dens udbredelse i Danmark: I middelalderen blev snegle ikke betragtet som kød og måtte derfor spises under fasten. Klostre og herregårde avlede disse snegle, hvilket i dag ses ved, at koncentrationen af vinbjergsnegle ofte er høj omkring gamle herregårde og klostre – og disses ruiner.
Vinbjergsneglen er fredet, så kommerciel indsamling i naturen ikke er tilladt. Det er tilladt at indsamle den til eget forbrug, men det tilskyndes, at indsamlingen spredes for at undgå for store indgreb i de enkelte habitater.
(Den afrikanske kæmpesnegl sælges fejlagtigt i mindre bidder som vinbjergssnegle.)
I naturen når den typisk en alder på 6-8 år, men det er ikke usædvanligt at opleve ældre eksemplarer.
Vinbjergsneglen og den almindelige havesnegl kommer frem i stort tal efter store regnvejr i foråret.
Dens parring finder sted i maj eller juni. Sneglene er tvekønnet og befrugter hinanden: Selve parringen foregår ved at to snegle "rejser sig op" og trykker deres såler mod hinanden og fører en form for stav af kalk ud til den anden. Formålet med denne stav er ukendt, da selve formeringen først sker ved, at de fører et lem ud, der overfører sædcellerne. Efter parringen graver sneglen sig ned i jorden, hvor den lægger omkring 60 æg.
De naturlige leveområder er større og mindre bakker, åbne kratområder og sjældnere i haver. Her lever den mest af forrådnede plantedele og døde dyr. Ræve og grævlinger er vinbjergsneglens naturlige fjender.
Midt i november lukker vinbjergsneglen sit hus med en kalkforsegling for at overvintre.

## Eksterne kilder
- Naturstyrelsen (Webside ikke længere tilgængelig)
- Artikel om vinbjergsnegle i haven Arkiveret 29. juni 2009 hos  Wayback Machine

- Wikimedia Commons har flere filer relateret til Vinbjergsnegl